# Grottenlandschaft mit Einsiedelei
Das Gemälde Grottenlandschaft mit Einsiedelei, auch genannt Der lesende Eremit, ist ein Ölgemälde der flämischen Maler Jan Brueghel der Jüngere und Joos de Momper der Jüngere, das um 1625 entstanden ist. Es stellt einen lesenden Einsiedler in einer monumentalen Grotte, mehrere Pilger sowie verschiedene Tiere dar (Hunde und Vögel). Die Figuren und Tiere stammen von Brueghel, die Grotte und die Landschaft von Momper. Das bei Antwerpen entstandene Bild im Format 56 × 99 cm ist mit Ölfarben auf Leinwand gemalt. Es gilt als typischer Vertreter der Grottenmalerei.

## Beschreibung
Landschaft

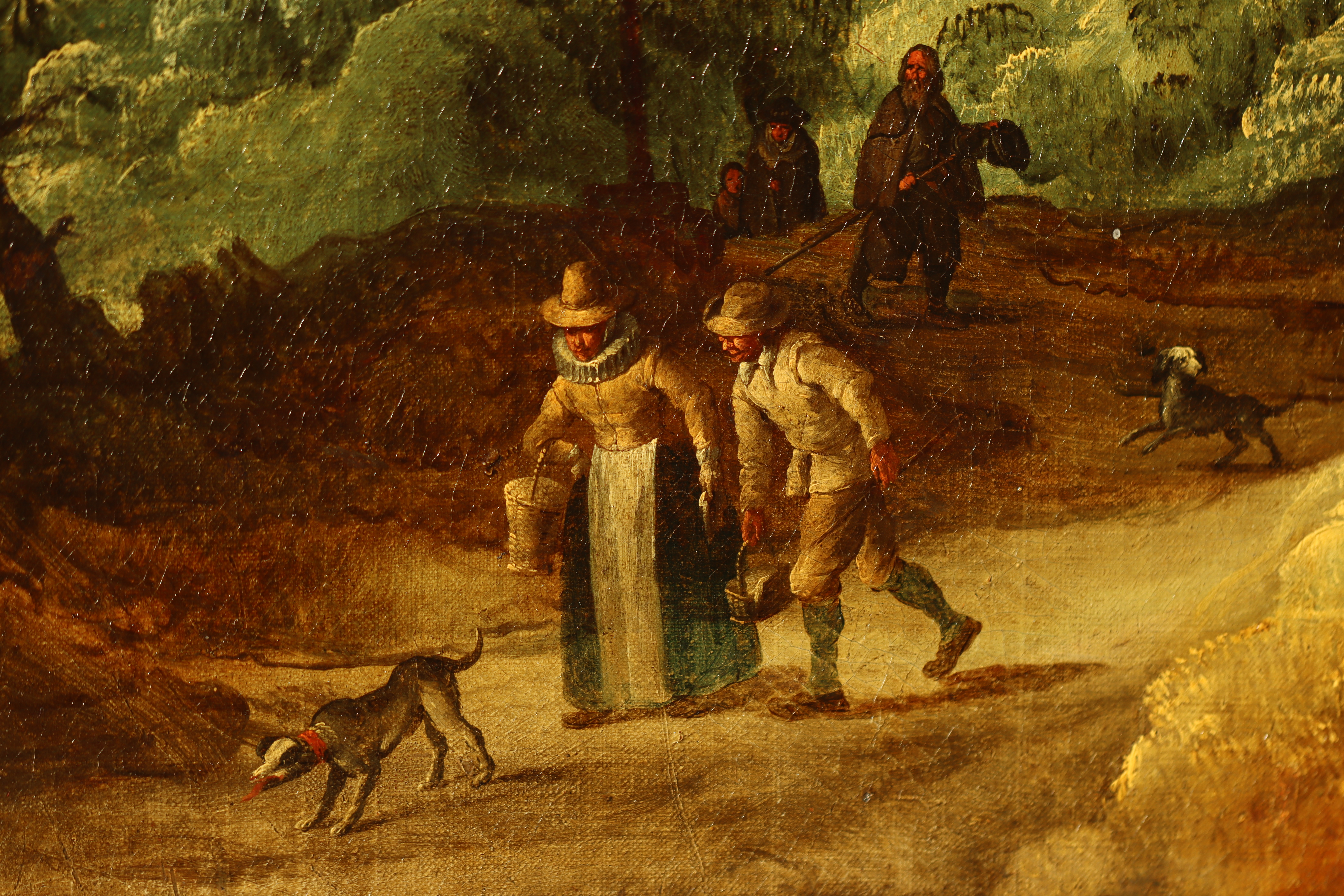
Spaziergänger

Die Landschaft stammt von Joos de Momper dem Jüngeren. Es zeigt einen manieristischen Farbübergang von Braun im Vordergrund zu Grün im Hintergrund. Das gestaltende Element des Gemäldes ist die Grotte bzw. Höhle, die den Raum in zwei Ebenen teilt. Die fantastische Felslandschaft ist in Braun gehalten, die Welt außerhalb vor allem in Grün.
Figuren
Zentrale Figur in der Grotte ist der Eremit vorne links, der in die Lektüre eines Buches vertieft ist. Zwei gut gekleidete Paare sind im Mittelgrund des Bildes zu sehen. Beide Paare haben Körbe mit Essen dabei. Die Figuren scheinen weniger Pilger als vielmehr Spaziergänger zu sein.
Natur
Auffallend sind die Tierdarstellungen: Zwei Hunde laufen in der Höhle des Eremiten, einer davon scheint die Eremiten anzukläffen. Die Vögel, möglicherweise von Jan Brughel gemalt, befinden sich am Wasserfall, der den rechten Teil des Gemäldes bestimmt. Zwischen der Grotte und der Kirche befindet sich dichter Wald.

## Themen

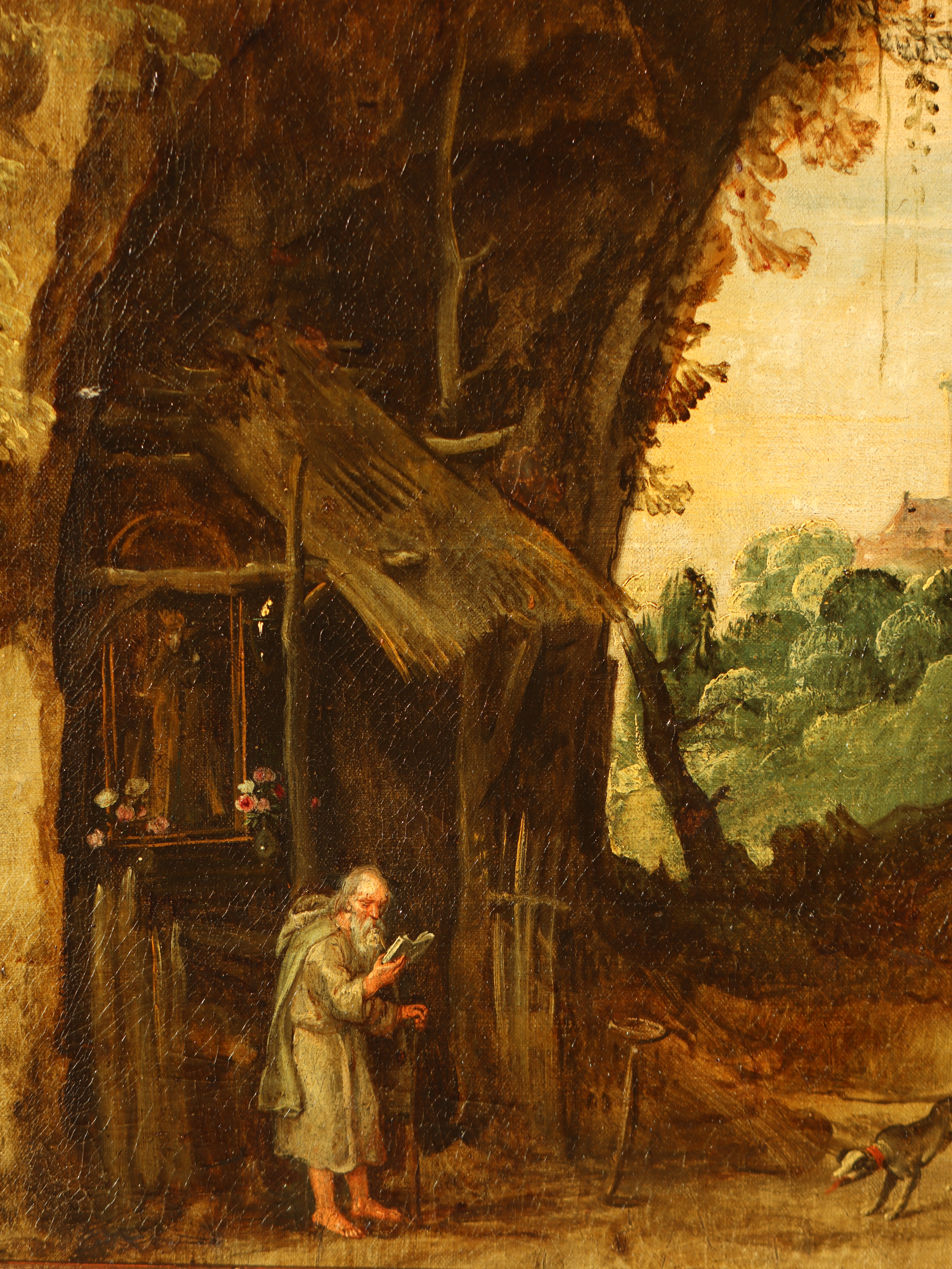
Eremit

Die unberührte Natur ist das dominante Thema der rechten Hälfte des Gemäldes, Religion nimmt die linke Hälfte des Bildes ein. Der Einsiedler hat einen Altar aufgebaut, darauf ein Gemälde der gekrönten Maria. Das Gemälde stellt Religion und Natur gegenüber sowie Zivilisation auf der einen Seite (Kirche im Hintergrund, elegant gekleidete Spaziergänger) und die unberührte Natur (Reiher, Wasserfall) auf der anderen Seite.

## Zusammenarbeit der Maler
In der flämischen Malerei des späten 16. und frühen 17. Jahrhunderts gab es häufig gemeinsame Arbeiten von verschiedenen Malern. Dabei spezialisierten sich die Maler auf ein bestimmtes Gebiet, etwa Landschaft oder Figuren. Das Gemälde Grottenlandschaft mit Einsiedelei ist ein Beispiel für die Zusammenarbeit: Während Brughel die Figuren und Tiere malte, Joos de Momper die Landschaft. Diese arbeitsteilige Vorgehensweise war bei den Malern zu dieser Zeit durchaus üblich.
Jan Brueghel der Jüngere (1601–1678) war ein flämischer Landschafts-, Blumen- und Tiermaler aus der wichtigsten flämischen Malerdynastie, der Familie Brueghel. Er war Enkel von Pieter Bruegel dem Älteren und Sohn von Jan Brueghel dem Älteren.
Joos de Momper der Jüngere (1564–1635) war ein flämischer Landschaftsmaler. Seine Landschaftsdarstellungen zeigen den Übergang von der Weltlandschaft der Manieristen zur naturalistischen holländischen Landschaftsmalerei des 17. Jahrhunderts auf.
Sowohl Brueghel als auch Momper wuchsen in Antwerpen auf und waren Mitglieder der Lukasgilde, einer zunftähnlichen Bruderschaft von Malern und Buchdruckern. Beide Maler entstammte zudem wichtigen Maler-Familien. Joos de Momper arbeitete oft mit Jan Brueghel dem Älteren und später dann auch Jan Brueghel dem Jüngeren zusammen. Für das Gemälde Grottenlandschaft mit Einsiedelei arbeitete der über Sechzigjährige Joos de Momper mit dem wesentlich jüngeren Maler aus der Brueghel-Dynastie zusammen.

## Grottenmalerei als Genre

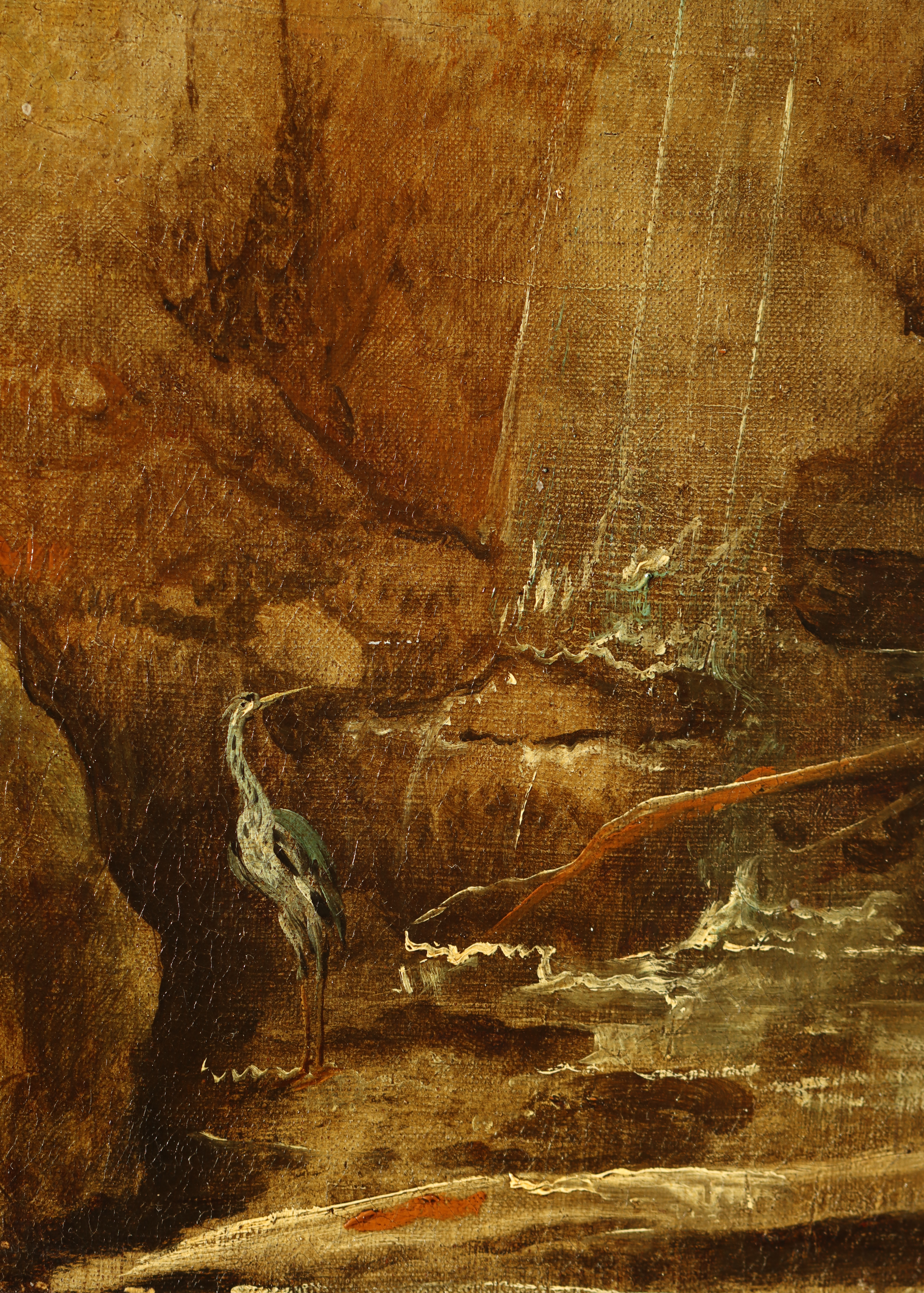
Graureiher

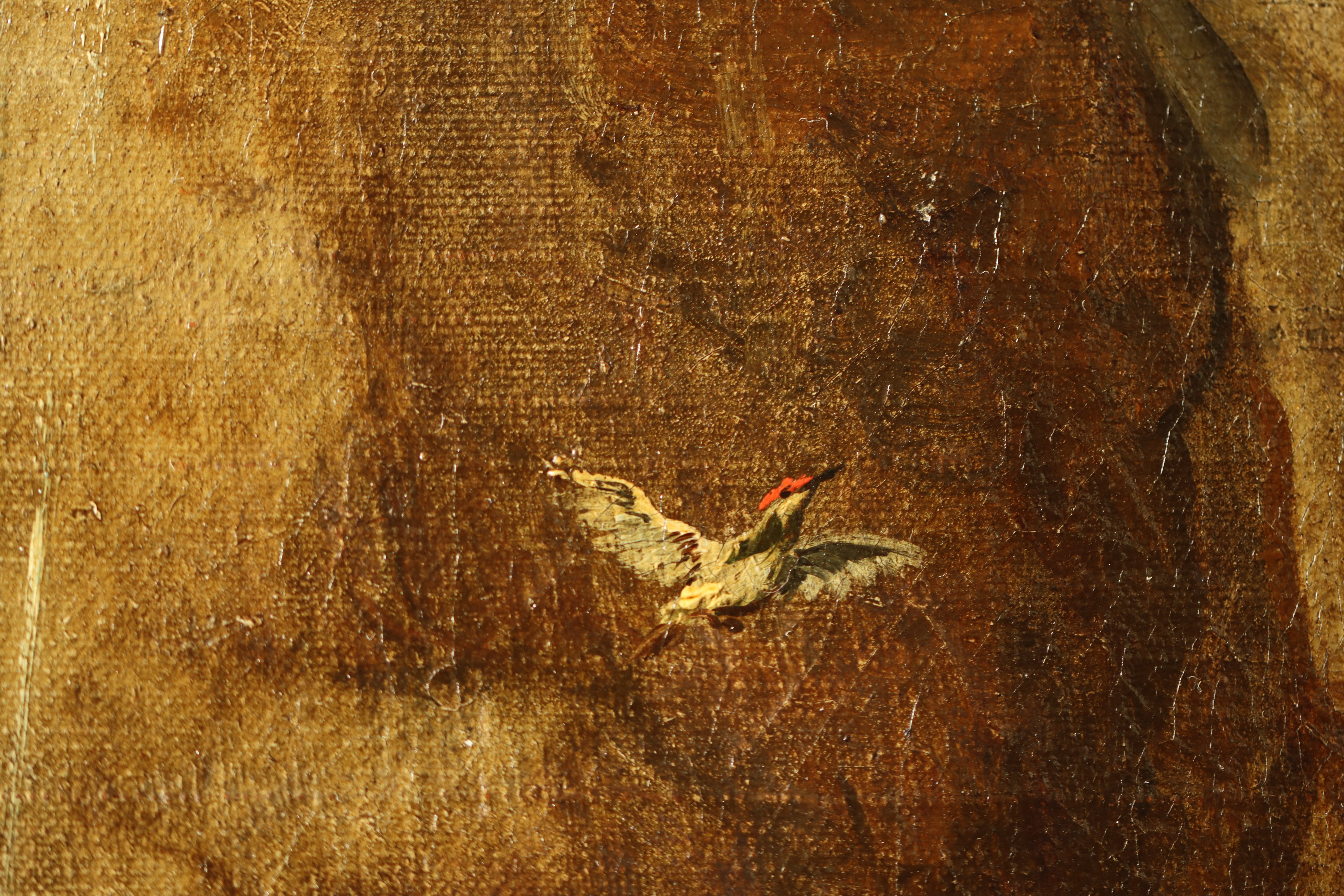
Vogel

De Momper gilt als wichtigster Exponent der „Grottenmalerei“: Dabei handelt es sich um Gemälde, in denen eine Felsengrotte oder eine Höhle im Mittelpunkt des Gemäldes steht. Die Grotten sind Zufluchtsorte von Eremiten, dienen als Pilgerort (wie in diesem Gemälde) oder dienen als Hintergrund einer mythologischen Handlung. Weitere Vertreter der Grottenmalerei sind Cornelis van Dalem (ca. 1530–1573), Jan Brueghel der Ältere (1568–1625) und Paul Bril (ca. 1553–1626). Eine weitere Grottenlandschaft von Joos de Momper und Jan Brueghel dem Älteren befindet sich im Liechtenstein-Museum in Wien, auch hier mit einem lesenden Einsiedler.
De Mompers Name war so eng mit Fels- und Gebirgslandschaften verbunden, dass er in der damals sehr bekannten Ikonografie, einer Bilderserie von bekannten Malern nach Anthonis van Dyck, als Judocus de Momper Pictor montium Antwerpiae (Joos de Momper, Maler von Gebirgen, Antwerpen) bezeichnet wurde.
Das Gemälde Grottenlandschaft mit Einsiedelei wurde von Klaus Ertz beschrieben.